# Шоугуан
Шоугуа́н (кит. упр. 寿光, пиньинь Shòuguāng) — городской уезд городского округа Вэйфан провинции Шаньдун (КНР).

## История
Уезд Шоугуан (寿光县) был создан во времена империи Западная Хань в 148 году до н. э. В эпоху Южных и Северных династий упоминания о нём из документов исчезают, при империи Суй в 586 году уезд был образован вновь. В 596 году южная часть уезда была выделена в отдельный уезд Люйцю (闾邱县), но в 605 году уезд Люйцю был вновь присоединён к уезду Шоугуан, подчинённый области Цинчжоу. С той поры границы уезда практически не изменялись.
В годы войны с Японией партизаны, устанавливая контроль над отдельными территориями, создавали там свои органы власти, в результате чего структура правления не совпадала с довоенным административным делением. По окончании Второй мировой войны южная часть уезда оказалась выделенной в отдельный уезд Шоунань (寿南县), а ещё одна часть уезда оказалась в составе уезда Ишоу (益寿县). В 1948 году был создан Специальный район Чанвэй (昌潍专区), и эти уезды вошли в его состав. В 1952 году был расформирован уезд Ишоу, а в 1953 году уезд Шоунань был присоединён к уезду Шоугуан, который, таким образом, вернулся к своим довоенным границам. В 1967 году Специальный район Чанвэй был переименован в Округ Чанвэй (昌潍地区). В 1981 году Округ Чанвэй был переименован в Округ Вэйфан (潍坊地区).
В 1983 году округ Вэйфан был расформирован, а вместо него образован Городской округ Вэйфан. В 1993 году уезд Шоугуан был преобразован в городской уезд.

## Административное деление
Городской уезд делится на 5 уличных комитетов и 9 посёлков.

## Экономика

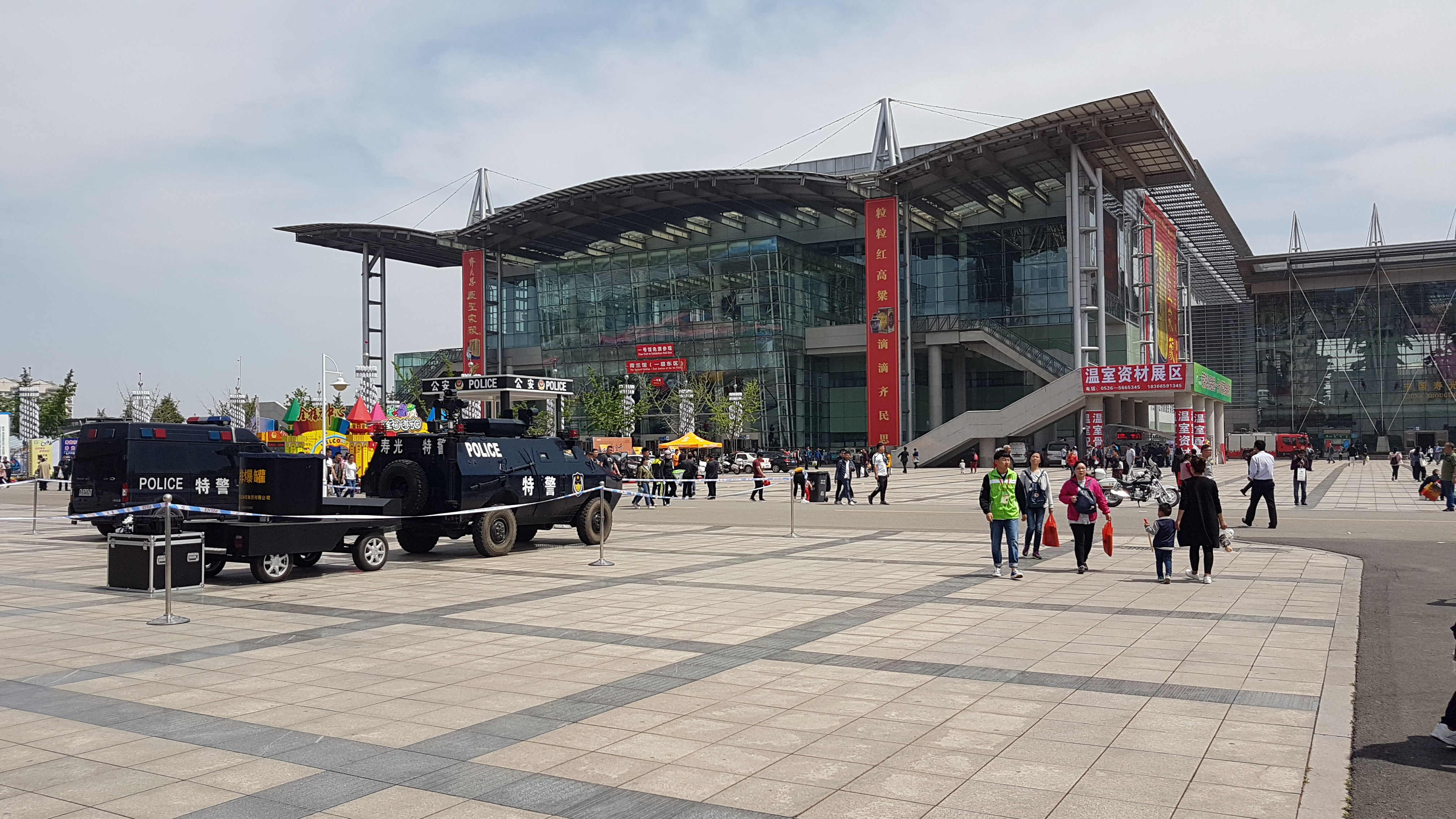
Международная ярмарка овощеводства (2017)

В Шоугуане регулярно проводится Международная ярмарка овощеводства. С 2000 по 2023 год выставка привлекла в общей сложности более 30 млн посетителей и достигла объема торговли в 200 млрд юаней. 

### Сельское хозяйство
Шоугуан известен как «родина овощей». С 2018 года здесь построили 25 ключевых зон для выращивания овощей на продажу общей площадью 1533 га. По состоянию на июль 2021 года в Шоугуане работало 16 тыс. «умных» теплиц, управляемых с помощью мобильных приложений. В деревне Цуйцзя, в парке сельскохозяйственных инноваций и предпринимательства расположены крупные тепличные комплексы, где выращивают огурцы и помидоры.

## Образование
В Шоугуане расположен кампус Вэйфанского научно-технологического университета. 

## Здравоохранение
В Шоугуане имеется несколько кампусов Народной больницы и районная психиатрическая больница.

## Галерея

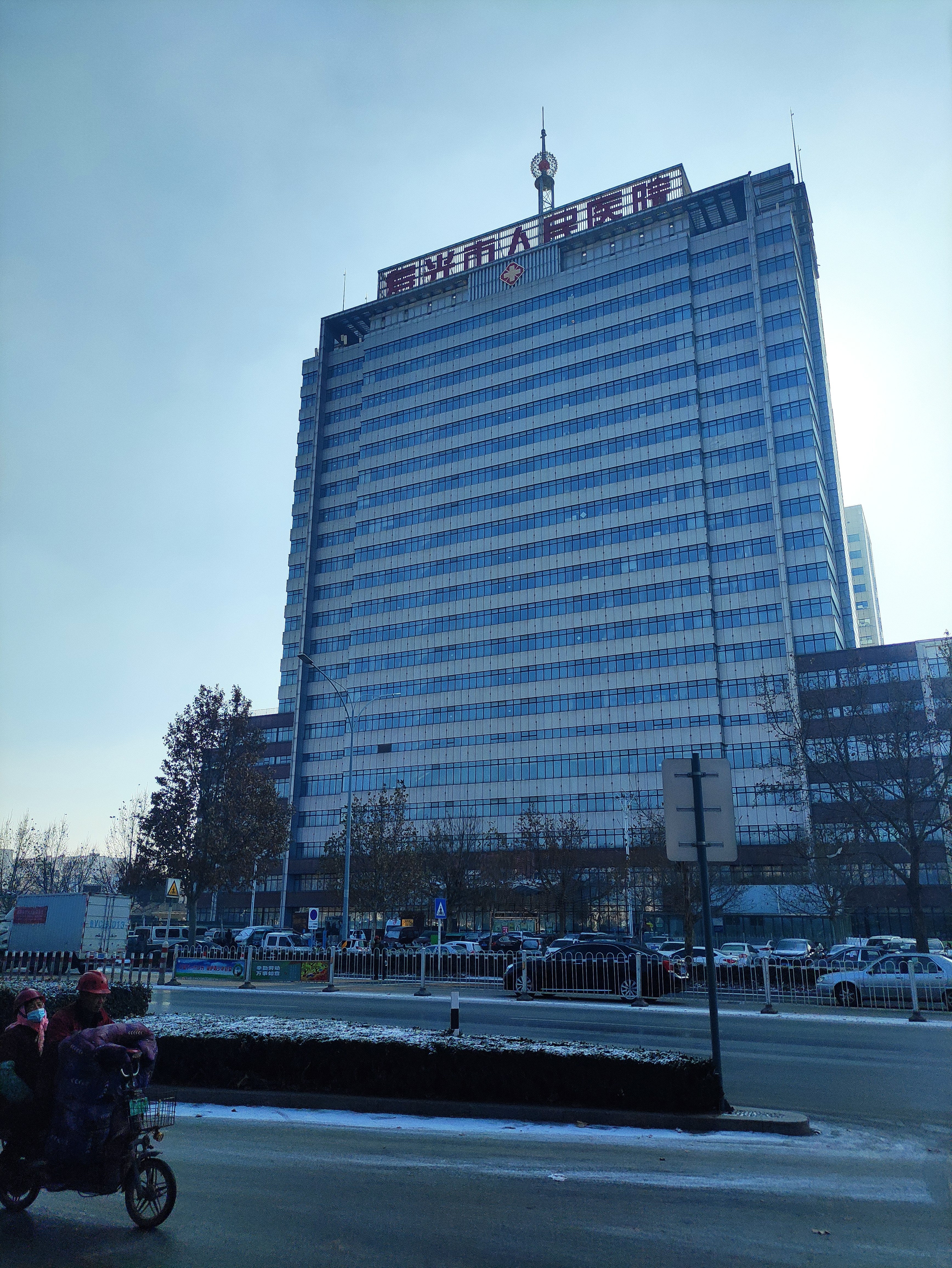
Народная больница Шоугуана
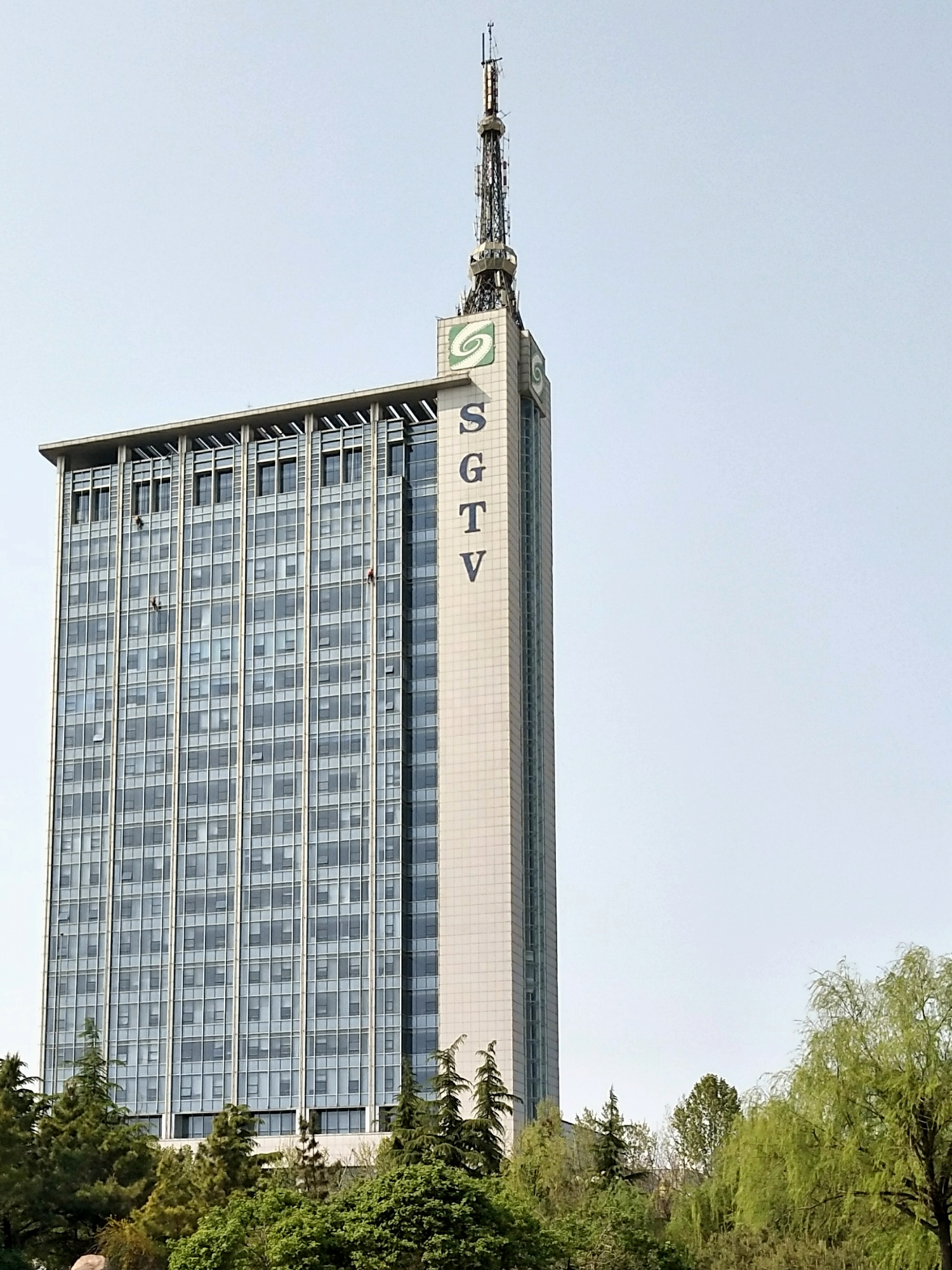
Здание телецентра
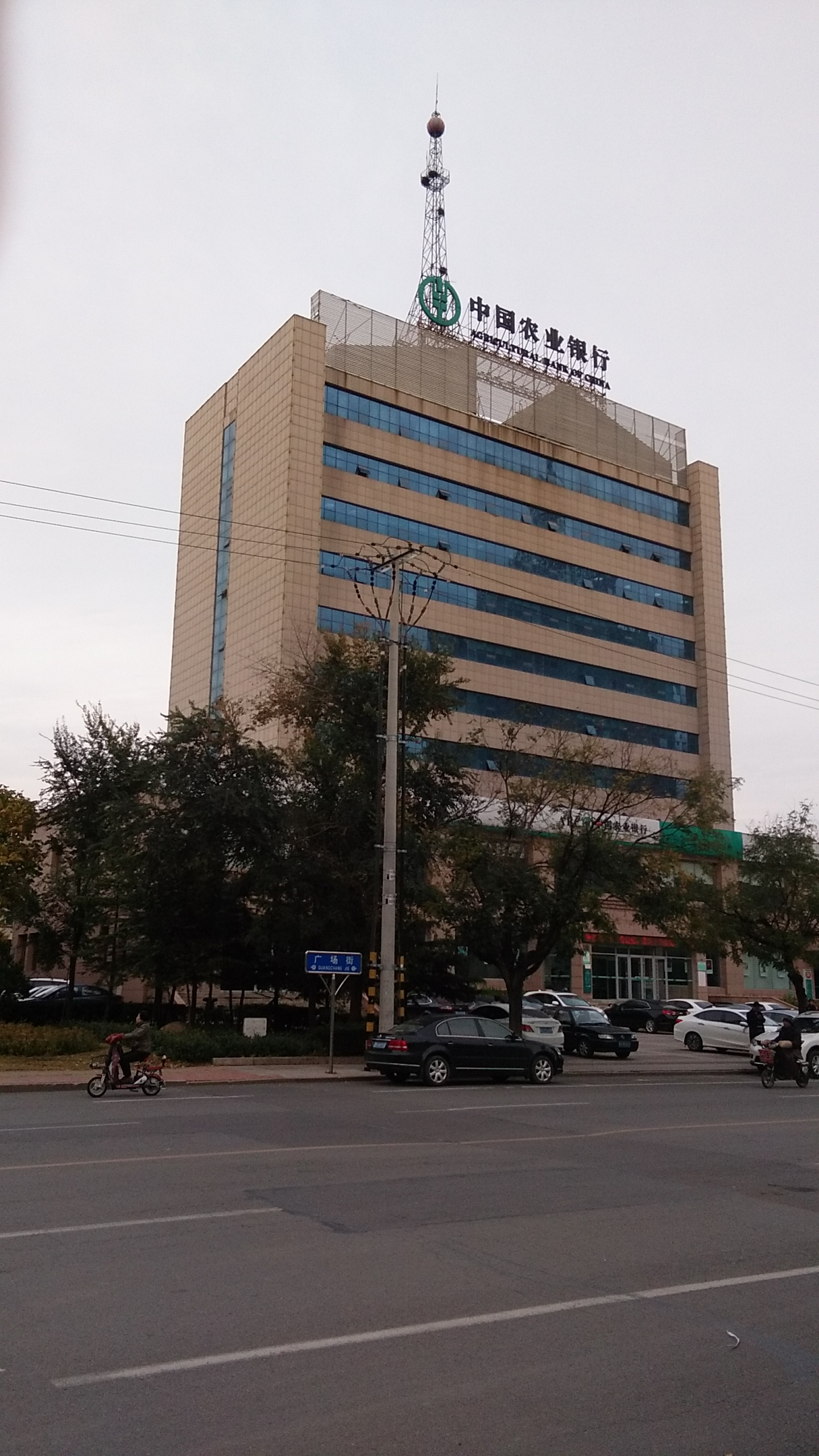
Офис Agricultural Bank of China
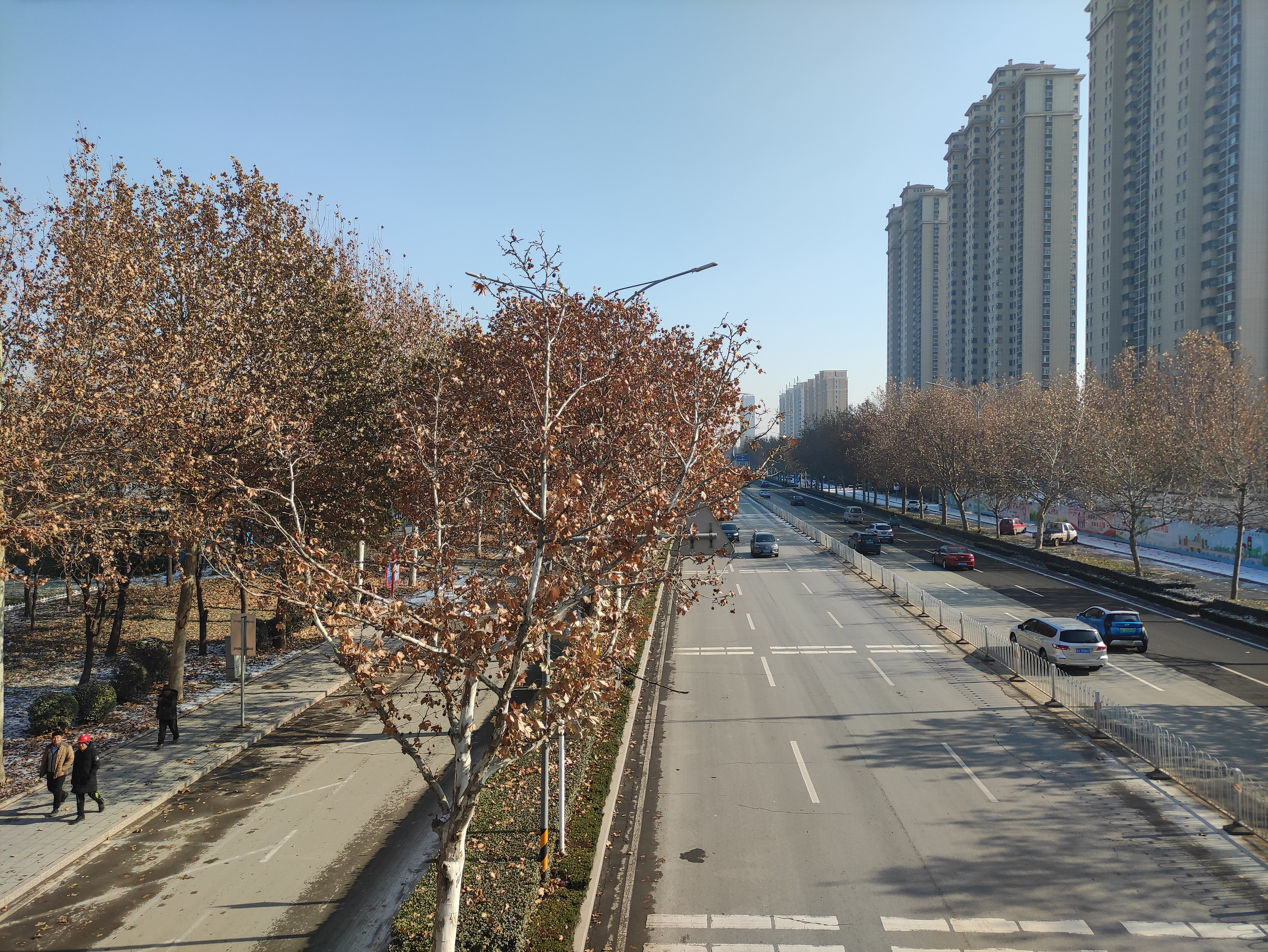
Район новостроек
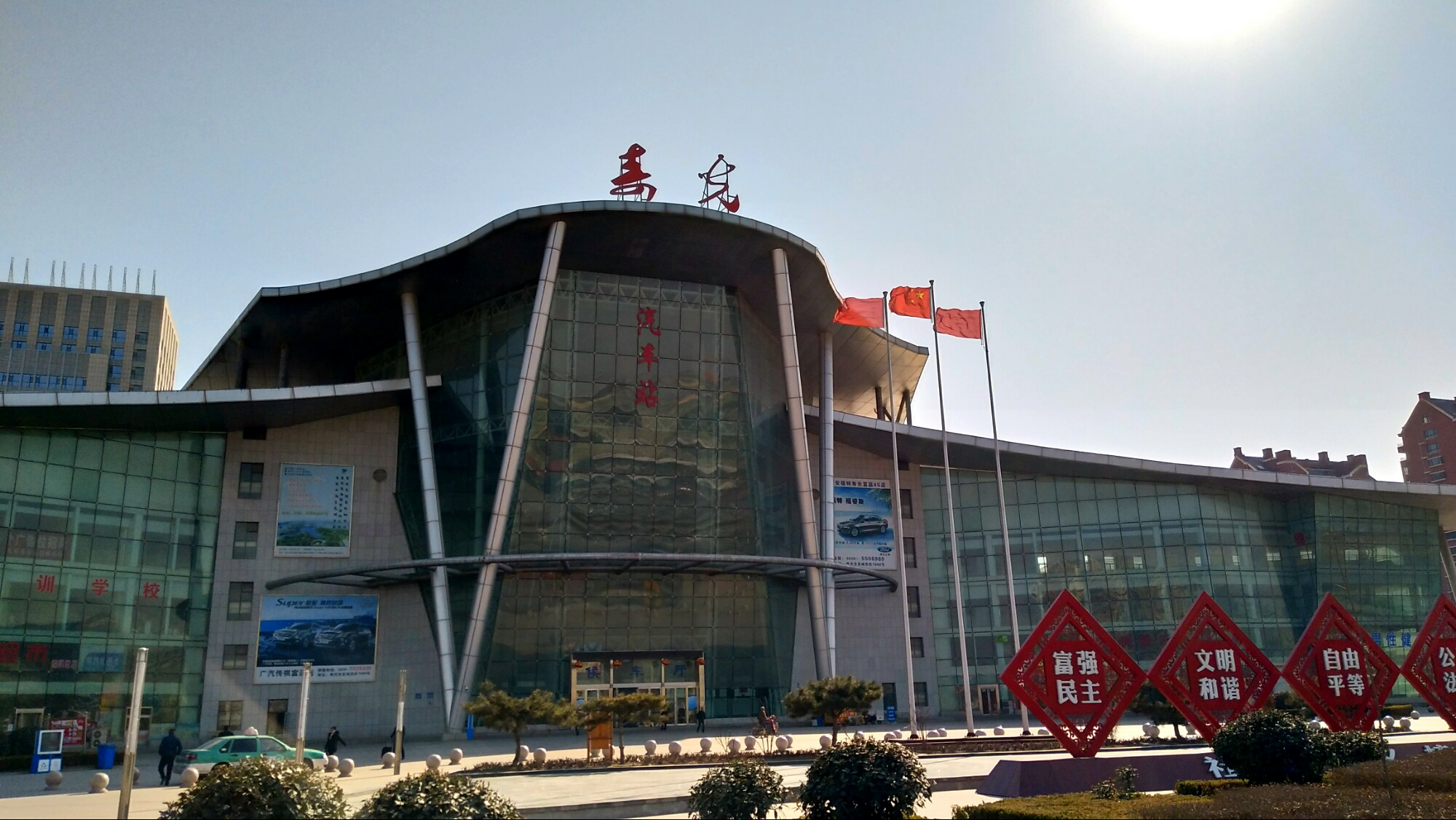
Автобусный вокзал
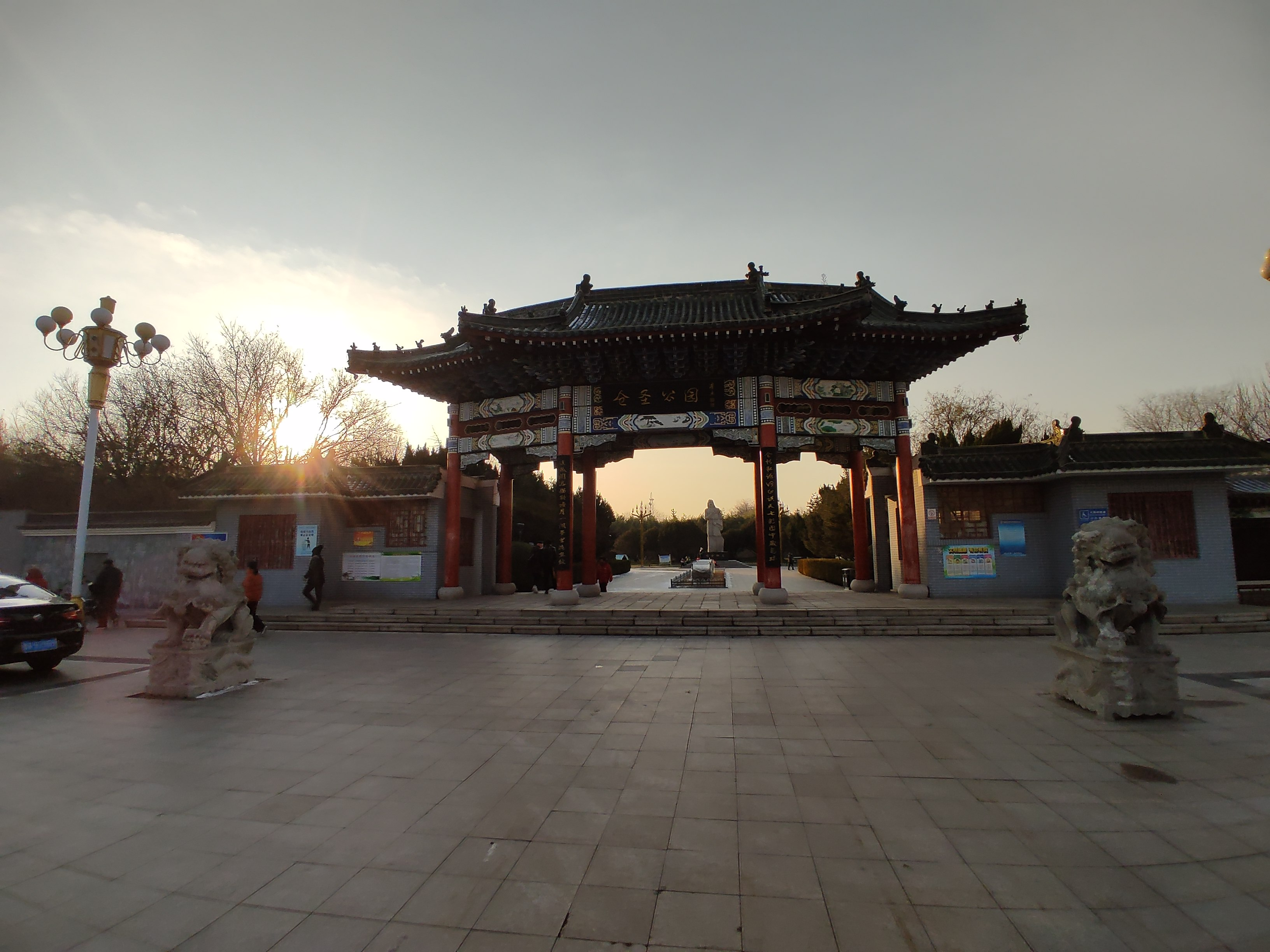
Парк Каншэн
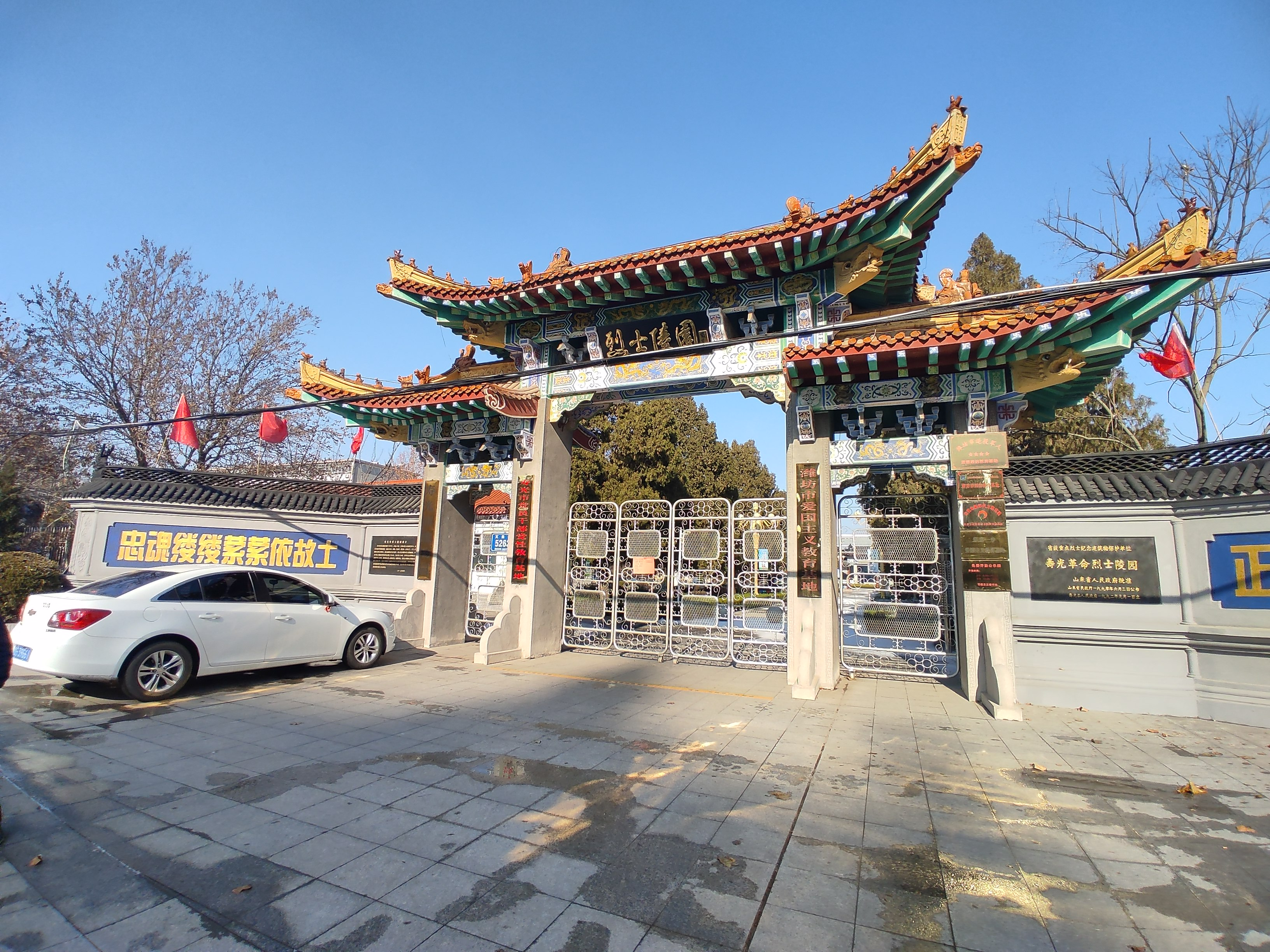
Кладбище революционных мучеников
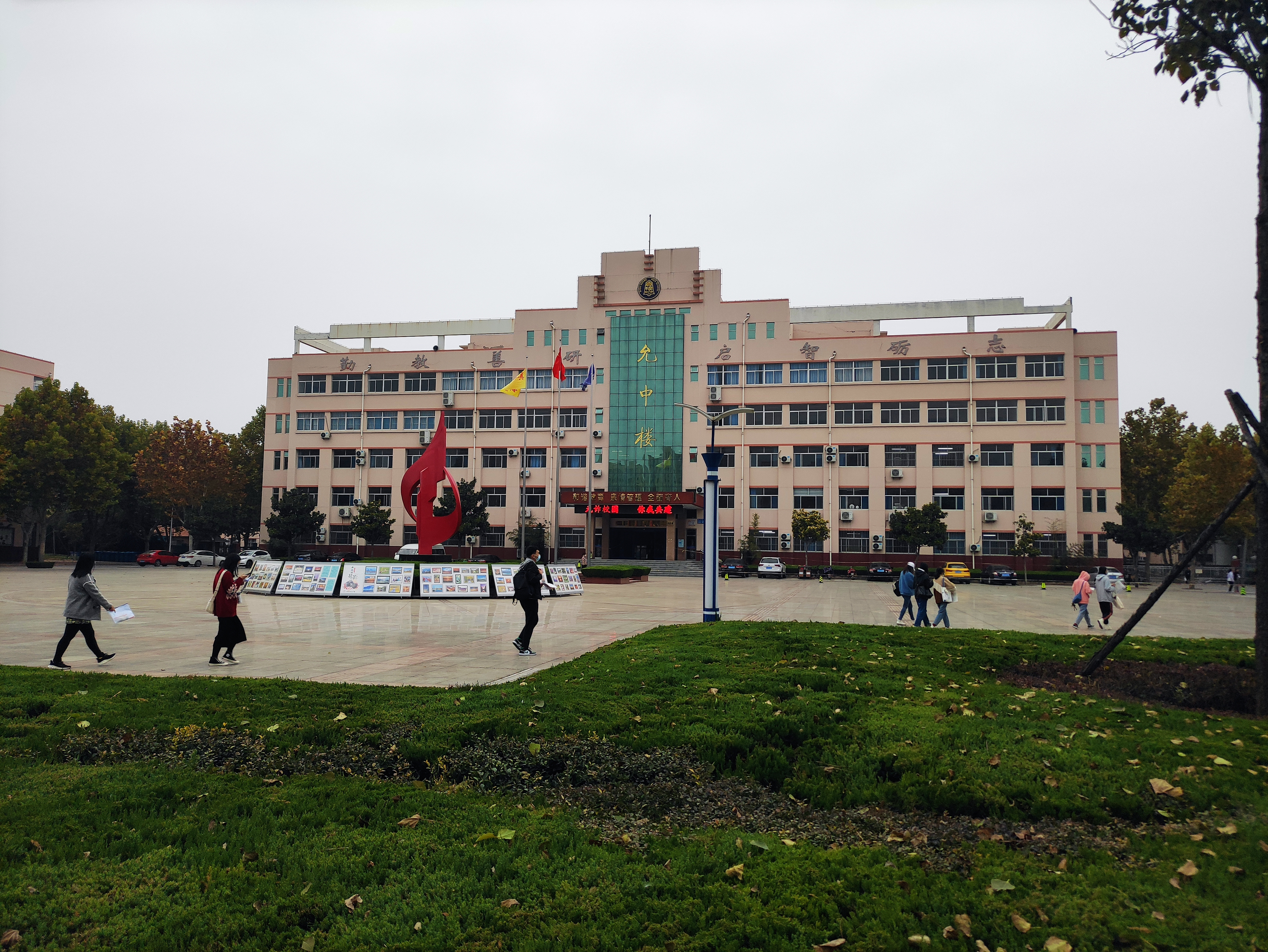
Средняя школа
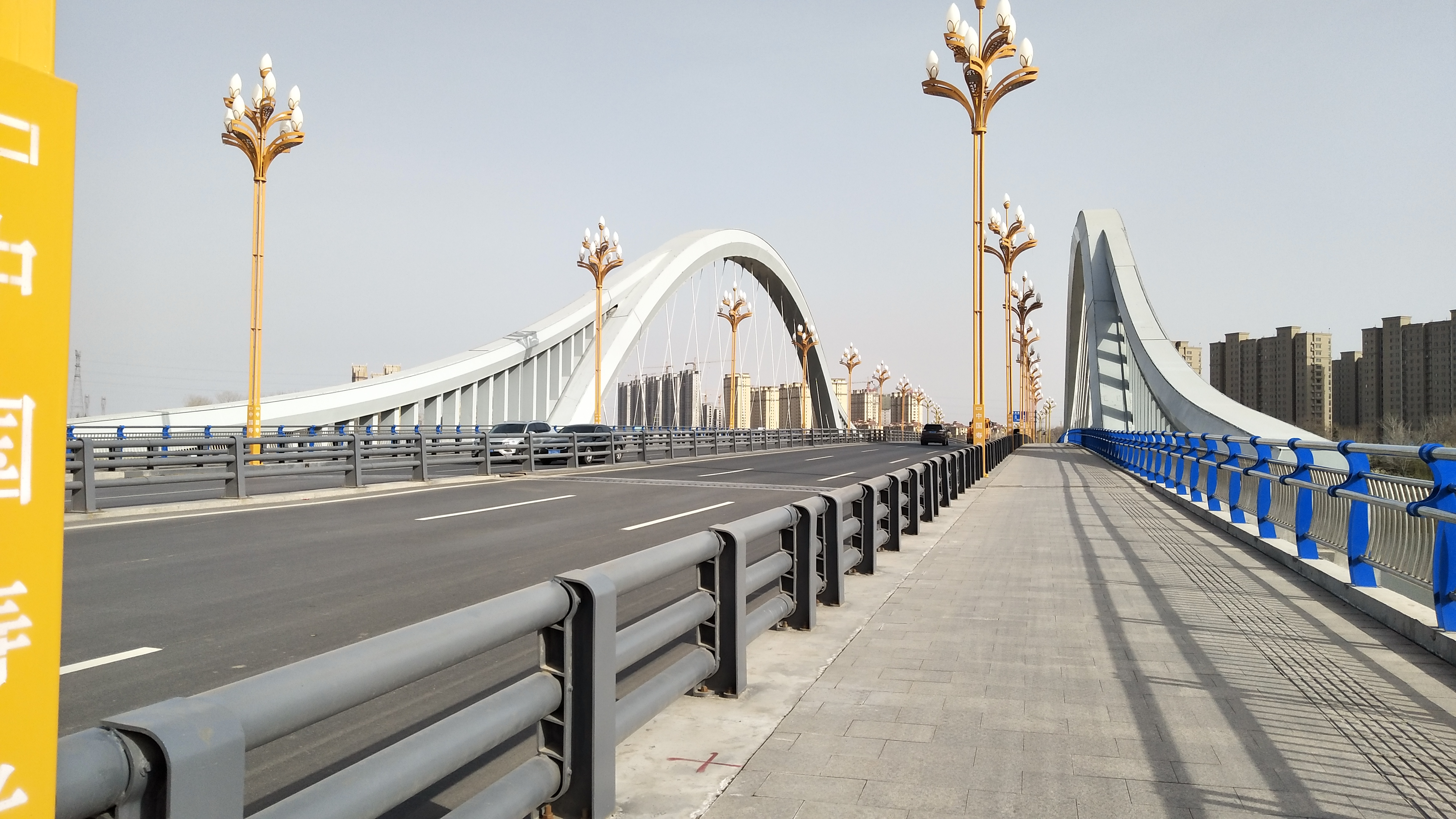
Мост через реку Михэ